# Selfless
Selfless — третий студийный альбом британской индастриал-метал-группы Godflesh. Он был выпущен 26 сентября 1994 года в Европе и 18 октября 1994 года на Earache Records.

## Список композиций
1. «Xnoybis» — 5:55
2. «Bigot» — 4:34
3. «Black Boned Angel» — 6:47
4. «Anything Is Mine» — 3:59
5. «Empyreal» — 6:02
6. «Crush My Soul» — 4:27
7. «Body Dome Light» — 5:31
8. «Toll» — 4:12
9. «Heartless» — 5:32
10. «Mantra» — 7:27
11. «Go Spread Your Wings» (бонус трек) — 23:50

## Участники записи
Godflesh
- Джастин Броудрик (J. K. Broadrick) —  вокал, гитара, программирование, микширование
- Бен Грин (G.C. Green) — бас-гитара

Персонал
- Боб Людвиг — мастеринг